# Freak Antoni
Freak Antoni, de son vrai nom Roberto Antoni (né le 16 avril 1954 à Bologne et décédé le 12 février 2014 à Bentivoglio), également connu sous les noms de Beppe Starnazza et Astro Vitelli, est un auteur-compositeur-interprète, écrivain, acteur, poète et disc jockey italien.
Fondateur et leader des Skiantos et considéré comme le père du rock démentiel italien, l'un de ses principaux mérites est d'avoir transformé le langage de la jeunesse de son époque en une poésie moqueuse et agressive qui la caractérise. Il est connu comme agitateur culturel pour son anticonformisme et son engagement révolutionnaire et irrévérencieux dans la musique et l'art en général contre la rhétorique des institutions. Son ironie irrévérencieuse et irrésistible affecte également l'intellectualisme stagnant des années 1970 et 1980 et le comportement contradictoire de nombreux pseudo-révolutionnaires.
Avec Andrea Pazienza, Filippo Scòzzari, Stefano Benni, Lucio Dalla et Francesco Guccini, il est l'un des symboles du grand mouvement alternatif qui a fleuri à Bologne dans les années 1970 et 1980, ce qui fait de lui un point de référence pour divers secteurs artistiques. Il est un artiste très influent pour son époque, ouvrant la voie à une génération de nouveaux artistes qui ont beaucoup appris de son exemple,.

## Biographie
Roberto Antoni grandit à San Giovanni in Persiceto, dans la banlieue de Bologne, et obtient son diplôme d'expert agricole à l'Istituto Tecnico Agrario Arrigo Serpieri au début des années 1970. Il fréquente le DAMS (discipline delle arti, della musica e dello spettacolo). Au cours de ces années, il commence à façonner le personnage de leader, chanteur, parolier et animateur du groupe de rock démentiel Skiantos.

### Skiantos et rock démentiel
Les Skiantos se forment en 1975 à Bologne, des étudiants du DAMS qui commencent à jouer dans le sous-sol de Roberto Antoni, qui n'est connu que plus tard sous le nom de Freak Antoni. En 1976, Freak Antoni fait également partie d'un groupe appelé Demenza Precoce. En 1977, les Skiantos sortent leur première œuvre, Inascoltable initialement publiée sur cassette pour Harpo's Bazaar. En 1978, ils sortent chez Cramps Records leur deuxième LP intitulé MONO tono, considéré par Freak Antoni comme un disque punk, avec lequel ils s'affirment grâce aussi à l'anticonformisme de rupture sociale typique du mouvement de 1977, dont le groupe lui-même devient bientôt l'un des porte-parole, en particulier des Indiens métropolitains, l'aile créative et artistique du mouvement qui introduit une nouvelle approche de la politique basée sur le sarcasme et la satire et se distingue de l'aile des militants plus archaïques.
Pour la contribution apportée durant cette période, Freak Antoni et les Skiantos seront définis comme les premiers punks italiens et les fondateurs du rock démentiel,, basé sur des textes ironiques et apparemment banals d'où émerge souvent une satire intelligente, mordante et surréaliste. Le groupe définit le terme « démentiel » comme « un cocktail d'ironie, d'improvisation, de poésie presque surréaliste, de niaiserie, de paradoxes et de coups de génie ». Pour se distinguer des autres artistes définis comme déments, Freak Antoni déclare : « le dément peut ressembler aussi bien au surréaliste qu'au banal et au non-intellectuel [...] le dément ne comprend pas la différence entre le dément et la démence ». Il donnera plus tard la définition suivante du terme dans son livre Badilate di cultura : « Tout ce qui est absurde et bizarre à la fois, pas héroïque, pas rhétorique, pas à la mode, pas institutionnel [...] un cocktail de pseudo-futurisme, dada, goliardia, d'improvisation, [...] de provocation avec ironie de spectacle, de poésie surréaliste, et surtout crétine ».
À cette époque, Freak Antoni est l'un des auteurs les plus stimulants du mouvement post-seventies, en 1979 ils sortent le très acclamé Kinotto considéré par Freak Antoni comme un LP new wave, et présentent plus tard la chanson Fagioli/Mi piaccion le sbarbine, tirée de l'album, aux sélections du Festival de Sanremo 1980, un choix qui provoque la sortie du chanteur du groupe. La même année, les Skiantos sortent leur premier album sans Freak Antoni, qui commence à se consacrer à d'autres projets et à exprimer son côté satirique et littéraire plus exquis. Il revient jouer avec les membres de Skiantos en 1984, bien que le groupe avec de nouveaux musiciens se reforme officiellement en 1987 et qu'Antoni continue d'être son chanteur pendant de nombreuses années.

### Autres projets et collaborations
Ami d'écrivains, d'artistes et de poètes connus dans ces années-là, comme Pier Vittorio Tondelli, Francesca Alinovi, Gian Ruggero Manzoni et Enrico Palandri, il obtient son diplôme le 12 juillet 1978 à l'université de Bologne, dans la discipline des arts, de la musique et des spectacles (DAMS), à la faculté des lettres et de la philosophie, en discutant d'une thèse sur les Beatles avec l'écrivain et professeur Gianni Celati, ce qui était impensable à l'époque. En 1980, il entre également en contact avec le groupe de la revue Frigidaire, avec lequel il entame une collaboration,. qui se renouvellera souvent, jusqu'au concert du 25 avril 2012 au siège de la revue à Giano dell'Umbria.
Artiste de cabaret polyvalent, il incarne de nombreux personnages ou crée des formations telles que Astro Vitelli, les Ruvidi del Liscio, les Rotolones, les Avanzi di Balera et les Pollok. Beppe Starnazza et les Vortici, un groupe qu'il forme en 1981 et qui reprend des chansons comiques et surréalistes des années 1920, 1930 et 1940 avec un arrangement moderne, y compris des succès de Fred Buscaglione et d'Ettore Petrolini, sont particulièrement importants. Il est également l'auteur de nombreux livres, à commencer par son mémoire de fin d'études au DAMS intitulé Il Viaggio dei Cuori Solitari : temi fantastici sulle canzoni dei Beatles, publié ensuite par Il Formichiere à Milan. En 1986, il écrit le très rock Incubo assoluto pour Stadio. Il publie quatre livres chez Feltrinelli, un volume chez Sperling and Kupfer et un chez Pendragon.
Le 14 octobre 1994, il présente au Killer Plastic le premier roman de Gino Armuzzi, Sognavo di essere Bukowski, publié par Comix Sperling.

### Carrière solo et décès
Le 12 avril 2012, après 35 ans passés au sein des Skiantos, Freak Antoni annonce qu'il quittait le groupe pour poursuivre une carrière solo. Il poursuit également le projet Freak Antoni Band, rejoint par Mattia Corso et Lele Carboni aux chœurs et Alberto Pavesi à la batterie, avec une série de concerts dans le centre et le nord de l'Italie entre 2011 et 2013. En 2012, il collabore avec J-Ax sur une réédition de sa chanson I gelati sono buoni contenue dans l'album live Meglio Live de l'auteur-compositeur-interprète milanais. 2013 est l'année de sa participation à l'exposition la plus complète consacrée à Andrea Pazienza, Paz Art, dans laquelle, avec Mostacci au piano, il joue parmi les planches du grand illustrateur, décédé en 1988.
À l'âge de 54 ans, on lui diagnostique un cancer de l'intestin. Affaibli par la maladie, il se rapproche dans sa dernière période de la pensée d'Osho, dont il apprécie l'attitude de détachement face à la mort, le citant lors de ses représentations. Le 2 décembre 2013, il enregistre les parties vocales de la chanson Par-lamento (Altera feat. "Freak" Antoni). La chanson contient également la citation de Skiantos Cosa pretendi da un paese che ha la forma di una scarpa, et sera la dernière enregistrée par lui, sortie en single vinyle spécial le 19 avril 2014 pour la septième édition du Record Store Day,. Il donne son dernier concert le 29 décembre 2013 avec le Freak Flag Band à l'American Soul à Offida, dans la province d'Ascoli Piceno. Il décède à l'âge de 59 ans, le matin du 12 février 2014, à la suite d'une aggravation de sa maladie,.

## Discographie

### Albums studio
- 2004 : IroniKontemporaneo (avec Alessandra Mostacci)
- 2005 : L'incontenibile Freak Antoni 1981-2004
- 2007 : IroniKontemporaneo Due (avec Alessandra Mostacci)
- 2009 : Balla la pace (avec Alessandra Mostacci et Paolo Buconi)
- 2012 : Però Quasi (avec Alessandra Mostacci)
- 2016 : Freak-Out

### Participations
- 2011 : Enrico Brizzi et Yuguerra. La vita quotidiana in Italia (Irma Records), avec le morceau Non salutare chi non ti ama[25]

### Avec Skiantos

#### Albums studio
- 1977 : Inascoltable
- 1978 : MONO tono
- 1979 : Kinotto
- 1984 : Ti spalmo la crema
- 1987 : Non c'è gusto in Italia ad essere intelligenti
- 1989 : Troppo rischio per un uomo solo
- 1992 : Signore dei dischi
- 1993 : Saluti da Cortina
- 1999 : Doppia dose
- 2005 : Sogno improbabile
- 2006 : Sesso pazzo
- 2009 : Dio ci deve delle spiegazioni

#### Albums live
- 1990 – Ze best in laiv!
- 2006 – Skonnessi (Unplugged 1977-2006)

#### Compilations
- 1990 : Skiantos
- 1996 : Skiantologia Vol.1
- 2002 : La krema (1977-2002)
- 2004 : Rarities
- 2010 : La Kreme (1977-2010)

#### EP
- 2002 : Virus
- 2004 : Col mare di fronte
- 2009 : Phogna - The Dark Side of the Skiantos

#### Singles
- 1978 : Karabigniere Blues/Io sono un autonomo
- 1980 : Fagioli/Mi piaccion le sbarbine
- 1987 : Rantola ancora/Sono un ribelle mamma
- 1988 : Sono Contro!
- 1990 : Il sesso è peccato farlo male
- 1999 : Gratis
- 2001 : Fede Rossoblu
- 2002 : Flippato per gli Skiantos
- 2005 : Sanissimo
- 2005 : Sogno improbabile

#### Participations
- 1980 : AA.VV. Rock '80, avec le morceau Fagioli
- 1995 : AA.VV. Materiale resistente, avec le morceau Fischia il vento
- 1996 : AA.VV. Quale Natale?, avec le morceau Natale è
- 2002 : AA.VV. Paz!, avec le morceau Eptadone
- 2005 : AA.VV. Demential Rock Vol.1, avec les morceaux Col mare di fronte et Latlantide

### Avec Beppe Starnazza e i Vortici
- 1981 : Che ritmo! (album studio)

### Avec Freak Antoni Band
- 2011 : Dinamismi plastici (album studio)